# 1612 (película)
1612 (en ruso: 1612: Хроники смутного времени, 1612: Jróniki smútnogo vrémeni) es una película histórico-fantástica rusa sobre el Período Tumultuoso y la Guerra polaco-rusa (1605-1618). Dirigida por Vladímir Jotinenko y producida por Nikita Mijalkov, la película fue estrenada el 1 de noviembre de 2007 para coincidir con el Día de la Unidad Popular, el 4 de noviembre, que conmemora la expulsión de las tropas polacas de Moscú.

## Argumento
La película transcurre durante el Período Tumultuoso, una época de desórdenes civiles, hambrunas e invasiones extranjeras que siguieron a la caída de los Rúrikovich, gobernantes desde 862 hasta 1598. El protagonista, Andréi, había sido de niño sirviente en la corte del zar Borís Godunov, donde fue el único testigo del asesinato de la familia del zar por orden de unos conspiradores boyardos. Diez años más tarde, viaja a través de Rusia acompañado de un noble español, Álvaro Borja (el actor Ramón Langa). Después de que Borja sea asesinado por unos ladrones, Andréi se viste con sus ropas y asume su nombre y rol como "caballero español". Andréi es incapaz de olvidar a la hija del zar, la bella princesa Xenia, la cual sospecha que sobrevivió a la matanza de la familia del zar. La historia de amor de Andréi transcurre con el trasfondo de la intervención militar de la Mancomunidad de Polonia-Lituania en la disputa por la sucesión y las consiguientes luchas de poder.

## Exactitud histórica
La película se basa en hechos históricos e incluye elementos fantásticos como unicornios.
La película se toma licencias artísticas con los hechos reales. Así, por ejemplo, las tropas polacas son rechazadas de Moscú, cuando realmente la batalla en Moscú fue un intento de reunirse y aprovisionar la guarnición polaca que de hecho ya había entrado en Moscú, y que se había atrincherado en el Kremlin. Asimismo, personajes históricamente claves en la organización del levantamiento popular que condujo a la expulsión de las fuerzas polaco-lituanas, como Kuzmá Minin y Dmitri Pozharski (Mijaíl Poréchenkov), aparecen solo brevemente al final de la película.